# زلنودولسک
شهر زلنودولسک (به روسی: Зеленодольськ) در استان دنیپروپتروفسک در کشور اوکراین واقع شده‌است. جمعیت این شهر ۱۲,۸۷۴ نفر (۲۰۲۱ تخمینی) است.